# Encoma rectangulata
Encoma rectangulata är en fjärilsart som beskrevs av Fletcher 1958. Encoma rectangulata ingår i släktet Encoma och familjen mätare. Inga underarter finns listade i Catalogue of Life.